# Encinillas
Encinillas er en by og kommune i det centrale Spanien i provinsen Segovia. Den har et indbyggertal på 352 (2024) indbyggere.